# Willem Carel Hendrik Dekker
Willem Carel Hendrik Dekker (Amersfoort, 15 juni 1917 - Veenendaal, 10 november 1968) was een Nederlands officier die in 1939 aanving met zijn militaire loopbaan als Vaandrig der Infanterie. Hij vocht in Tweede Wereldoorlog als Vaandrig van het Wapen der Infanterie bij het 1e Regiment Wielrijders tegen de Duitsers. In de voordracht aan het Kapittel van de Militaire Willems-Orde wordt vermeld dat hij "...zich in den strijd door het bedrijven van uitstekende daden van moed, beleid en trouw heeft onderscheiden door op 13 mei 1940 bij een aanval van twee Duitsche pantserwagens in Dordrecht geheel alleen een stuk pantserafweergeschut dicht achter een anderhalven meter hooge tegelbarricade in stelling te brengen, met groot gevaar voor eigen leven een gat in deze barricade te schietenen door deze bres de beide pantserwagens tijdelijk buiten gevecht te stellen. Hij heeft deze handelingen verricht onder het vuur van vijandelijke pantserwagens, terwijl de bediening van het stuk en de beveiliging dekking hadden gezocht in en achter de belendende huizen. Hij heeft de situatie gered door zijn persoonlijk optreden en geheel alleen, zonder bediening en zonder infanterie ter plaatse zijn stuk in stelling te brengen en te bedienen".
Hij werd bij Koninklijk Besluit No. 6 van 9 mei 1946 benoemd tot ridder IVe klasse der Militaire Willems-Orde.
Na de oorlog ging Willem Dekker bij de politie. Hij werd in 1962 in de rang van inspecteur eervol ontslagen.
Willem Carel Hendrik Dekker droeg het Onderscheidingsteken voor Langdurige Dienst als officier met het jaartal XX en het Oorlogsherinneringskruis met de gesp.